# Nereide (Pferd)
Nereide (* 1933; † 22. April 1943) war ein Englisches Vollblutpferd im Besitz von Heinrich Thyssen. Die Stute wurde auf dem Gestüt Erlenhof von Laland aus der Nella da Gubbio gezogen.
Nereide stammte nur in der Hengstlinie aus deutscher Zucht. Ihr Urgroßvater war Hannibal, der insgesamt vier Derby-Sieger zeugte. Einer davon war Nereides Großvater Fels, der bei 20 Starts 18 Siege und zwei zweite Plätze holte. Mutter von Fels war die berühmte Festa. Alle anderen Vorfahren stammten aus dem Ausland, vor allem aus England und den USA. Ihre Mutter Nella da Gubbio stammte aus Zucht des berühmten italienischen Züchters Federico Tesio und war Tochter des englischen Derby-Siegers Grand Parade.

## Rennlaufbahn
Bereits als Zweijährige erwarb Nereide sich den Ruf als Wunderstute und gewann alles, was es für Zweijährige zu gewinnen gab. In der Geschichte der deutschen Vollblutzucht gab es mehrere ähnlich erfolgreiche zweijährige Stuten, aber Nereide war die einzige, die ihren Siegeszug auch als Dreijährige fortsetzen konnte. 
Gewöhnlich ging Nereide vom Start weg an die Spitze und gab diese bis ins Ziel nicht mehr ab. Beim Deutschen Derby war das anders. Hier legte der Oleander-Sohn Periander ein höllisches Tempo vor. Auf der Zielgerade machte Nereide allerdings kurzen Prozess mit dem Herausforderer und gewann überlegen. Resultat dieser Hetzjagd war ein neuer Derby-Rekord, der erst 1973 von Athenagoras egalisiert und 1993 von Lando unterboten werden konnte. Die Derby-Rekordzeit zeigt, dass Nereides Überlegenheit nicht auf der Schwäche der Konkurrenz, sondern auf ihrer eigenen Stärke beruhte. 
Nach dem Blauen Band in Hamburg gewann Nereide 1936 auch das Braune Band in München. Dabei bezwang sie auch die ein Jahr ältere französische Ausnahmestute Corrida. Charles Elliot, der Reiter der unterlegenen Corrida, meinte nach dem Rennen, dass es in Europa wohl kein zweites Pferd gebe, das so gegen Corrida gewinnen könne. Während Corrida kurze Zeit später den Prix de l’Arc de Triomphe gewann und diesen Sieg im darauffolgenden Jahr wiederholte, trat Nereide ungeschlagen, unverletzt und eigentlich auch nie richtig gefordert von der Rennbühne ab. 
Nereides Trainer Adrian von Borcke, der insgesamt sieben Derby-Sieger für das Gestüt Erlenhof betreute, unter ihnen solche Ausnahmepferde wie Ticino und Orsini, meinte am Ende seiner Karriere, dass Nereide das beste Pferd gewesen sei, das er je trainierte.

## Zuchtlaufbahn
Auch in der Zucht zeigte Nereide großes Potential, aber der Zweite Weltkrieg und Pech im Allgemeinen sorgten dafür, dass Nereides Blut heute in der deutschen Vollblutzucht kaum mehr zu finden ist. Nereide wurde nur mit besten Deckhengsten ihrer Zeit gepaart. Darunter Athanasius, der in Frankreich von den Nationalsozialisten geraubte Pharis und vor allem Oleander. Mit ihm zeugte sie den vielversprechenden Derby-Gewinner Nordlicht. Dieser wurde nach dem Krieg wie fast alle anderen unmittelbaren Nachkommen Nereides ins Ausland verschleppt. 
Nereide erlebte das Kriegsende nicht mehr und starb am 22. April 1943 bei der Geburt eines Fohlens. 
Nach dem Krieg gab es intensive Bestrebungen, Nordlicht wenigstens leihweise aus den USA wieder zurückzuholen, um die deutsche Vollblutzucht neu zu beleben. All diese Bemühungen scheiterten und Nordlicht starb 1968 in den USA, ohne Deutschland je wieder gesehen zu haben. In Frankreich hat er jedoch Spuren hinterlassen. Fils de Roi (v. Nordlicht) war 1959 Sieger im renommierten Grand Prix de Deauville und ist u. a. Vater von Sabelium (jeweils Zweiter im Prix Jean de Chaudenay und Prix Gladiateur) sowie von Soyeux (Sieger im Grand Prix de Deauville und Dritter im Grand Prix de Saint-Cloud). 
So lebt Nereides Blut heute ausschließlich über ihren ersten Sohn Nuvolari mit Oleander fort. Immerhin ist Nuvolari der Stutenvater von Orsini und er hinterließ auch in der Hannoveraner Warmblutzucht nachhaltige Spuren. Gestützt auf dem Ruhm ihrer Tochter gelang ihrer Mutter Nella da Gubbio das, was ihrer großen Tochter versagt blieb, nämlich der Aufbau einer großen Stutenfamilie, der Erlenhofer N-Linie.
Nereide zu Ehren wurde seit 1955 das für Stuten ausgeschriebene Nereide-Rennen auf der Galopprennbahn Gelsenkirchen-Horst ausgetragen. Nach der Schließung der Gelsenkirchener Rennbahn wurde dieses Listenrennen zunächst nach Mülheim verlegt und wird seit 2003 in München ausgetragen.